# Citi Zēni
Citi Zēni (Nederlands: Andere Jongens) is een Letse muziekgroep.

## Geschiedenis
Citi Zēni werd in maart 2020 gevormd tijdens een songwritingkamp in Riga.
In 2021 bracht de band hun debuutalbum "Dogs Take To The Street" uit.
In 2022 nam de band deel aan Supernova, de Letse preselectie voor het Eurovisiesongfestival. Met hun nummer Eat Your Salad wist de groep de finale te winnen. Als gevolg hiervan mocht de groep Letland vertegenwoordigen op het Eurovisiesongfestival 2022. Ze werden uiteindelijk veertiende in de eerste halve finale met 55 punten.
2000: Brainstorm · 
2001: Arnis Mednis · 
2002: Marie N · 
2003: F.L.Y. · 
2004: Fomins & Kleins · 
2005: Valters & Kaža · 
2006: Cosmos · 
2007: Bonaparti.lv · 
2008: Pirates of the Sea · 
2009: Intars Busulis · 
2010: Aisha · 
2011: Musiqq · 
2012: Anmary · 
2013: PeR · 
2014: Aarzemnieki · 
2015: Aminata Savadogo · 
2016: Justs · 
2017: Triana Park · 
2018: Laura Rizzotto · 
2019: Carousel · 
2021: Samanta Tīna · 
2022: Citi Zēni · 
2023: Sudden Lights · 
2024: Dons · 
2025: Tautumeitas